# Pascale Roze
Pascale Roze (Saigòn, Vietnam 1954) escriptora i novel·lista francesa, Premi Goncourt 1996.

## Biografia
Pascale Roze va néixer el 22 de març de 1954 a Saigòn (actual Ho Chi Minh) on el seu pare era oficial de la marina francesa. La seva mare era d'una família de comerciants amb Indoxina i el seu avi va viure vint anys a la Contxinxina on va ser alcalde de Cholon (actual Ho Chi Minh).
Els seus primers anys els va passar de port en port seguint al seu pare fins que als 16 anys va anar a viure a París.
Va deixar els estudis de lletres per dedicar-se al teatre.

### Teatre i literatura
El 1978 amb uns amics va crear el grup teatral," La compagnie d'Elan", on com a actriu va representar obres de Marguerite Duras, Elias Canetti, Claude Delarue, Jean-Luc Jeener i Joseph Danan.
De 1983 a 1993 va treballar amb Gabriel Garran al Teatre d'Aubervilliers i al TIFL (Theâtre International de Langue Française).
El 1996 va publicar la seva primera novel·la, "Le Chasseur Zéro" que va obtenir el Premi Goncourt.
És membre del jurat internacional del premi Prométhée, i durant un temps (fins al 2010) ha col·laborat amb France-Inter, fent una crònica sobre l'actualitat literària estrangera en el programa de Paula Jacques, Cosmopolitaine.

## Obres
- 1981: Tolstoï la nuit (teatre)
- 1994: Boulevard tango (contes)
- 1994: Histoires dérangées (recull de contes).
- 1996: Le Chasseur Zéro (hi ha traducció al català)[4]
- 1999: Ferraille
- 2000: Lettre d'été
- 2003: Parle mois
- 2005: Un homme sans larmes
- 2006: L'Eau rouge
- 2008: Itsit
- 2011: Aujourd'hui les coeurs se desserrent
- 2014: Passage de l'amour
- 2017: Lonely Child
- La Belle Hélène (edició prevista pel gener de 2020)